# Papamobil
Papamobil (tal. papamobile) je neslužbeni naziv specijalno konstruiranog automobila kojim se papa koristi tijekom svojih službenih posjeta. Obično je tako napravljen da je papa vidljiv za velike grupe ljude. Poslije pokušaja atentata na papu Ivana Pavla II. 13. svibnja 1981., sigurnost papamobila povećana je neprobojnim staklom, no pape i nakon toga nisu uvijek koristile tako osigurano vozilo. U početku svoga pontifikata, papa Benedikt XVI. je koristio otvoreno vozilo.
Više vozila je specijalno konstruirano u državama koje je papa posjećivao, i koja su i ostala u tim državama. Papamobili koju su se nalazili u 
Meksiku i Filipinima bili su izloženi javnosti te su, kada je papa Ivan Pavao II. umro, postala mjesta okupljanja vjernika koji nisu mogla otputovati u Rim na papin pokop.

## Modeli automobila koji su korišteni kao papamobili
(Nepotpuna lista)
- Ford je proizveo 1960-ih seriju papamobila koje je isporučio Vatikanu i koji su izgledali kao predsjedničke limuzine. Jedno takvo vozilo je koristio papa Pavao VI. tijekom njegova posjeta New Yorku 1965. i Bogoti 1970.
- Francisco na Filipinima proizveo je specijalno vozilo od neprobojnog stakla pojačanog protiv eksploziva. Troškovi izgradnje vozila pokriveni su donacijama i kada je papa Ivan Pavao II. umro, bilo je izloženo pored crkve Quiapo Church i postalo je hodočasničko mjesto za one koji nisu mogli otputovati u Rim.[1]
- Land Rover je konstruirao jedan papamobil za posjet Ivana Pavla II. Engleskoj. Ovo vozilo je danas izloženo u Imperial Palace u Las Vegasu.
- Mercedes-Benz je prije proizvodio papamobile temeljene na SUV-u G-klase, a današnji modeli se temelje na modelima ML-klase koji se prodaju u SAD-u.
- Star, proizvođač vozila iz Starachowica u Poljskoj, konstruirao je dva vozila pred posjet pape Ivana Pavla II. domovini. Ova vozila su se mogla kretati maksimalnom brzinom od 6 km/h.

## Golf kardinala Ratzingera
VW Golf koji je bio u vlasništvu kardinala Josefa Ratzingera, prije nego što je posato papa Benedikt XVI. prodan je od strane novog vlasnika na eBayu.  Iako to nije bio pravi papamobil u pravom značenju te riječi, ipak je privukao pažnju i smatra se papamobilom jer je Benedikt XVI. postao papa. Kardinal je bio samo putnik u automobilu jer nije imao vozačke dozvole. Ovo vozilo je sada izloženo u jednom prodajnom centru u Berlinu.